# 1768 en architecture
| Années de l'architecture : 1765 - 1766 - 1767 - 1768 - 1769 - 1770 - 1771    |
| Décennies de l'architecture : 1730 - 1740 - 1750 - 1760 - 1770 - 1780 - 1790 |

Cet article présente les faits marquants de l'année 1768 en architecture.

## Réalisations
- Robert Adam construit l’ensemble d’immeubles d’Adelphi (1768-1772), détruits en 1936.
- Construction de l’hôtel de Cassini, rue de Babylone à Paris, par Claude Billard de Bélisard.
- Construction de l’hôtel de Beauvau, place Beauvau à Paris, par Nicolas Le Camus de Mézières.
- Chapelle de la Charité à Algésiras.
- Église Saint-Michel à Osijek en Croatie.
- Fontaine d'Esperança à Lisbonne.

## Événements
- x

## Récompenses
- Prix de Rome : Premier prix attribué à Jean-Philippe Lemoine de Couzon, second prix attribué à Bernard Poyet pour « une salle de comédie pour une grande ville entre deux places et deux rues ».

## Naissances
- 11 février : Carlo Barabino († 3 septembre 1835).

## Décès
- x